# Dentergem
Dentergem és un municipi belga de la província de Flandes Occidental a la regió de Flandes.

## Nuclis
| #   | Nom       | Superfície (km²) | Població (01/01/2006) |
| --- | --------- | ---------------- | --------------------- |
| I   | Dentergem | 11,76            | 2.625                 |
| II  | Markegem  | 4,26             | 725                   |
| III | Wakken    | 5,36             | 2.801                 |
| IV  | Oeselgem  | 4,61             | 1.780                 |

## Localització

Mapa de Dentergem

| - a. Sint-Baafs-Vijve (Wielsbeke) - b. Oostrozebeke - c. Tielt - d. Aarsele (Tielt) - e. Wontergem (Deinze) - f. Gottem (Deinze) - g. Olsene (Zulte) - h. Zulte |